# Кривопуск Микола
Кривопуск Микола (1894–1970) — хорунжий Армії УНР. Учасник бою під Крутами, студент Київського політехнічного інституту та юнак 2-ї Української військової школи.
Старшина охорони Симона Петлюри (1920—1921), випускник Спільної юнацької школи при 3-й Залізній дивізії (1921). Працівник видавництва «Чорномор» у таборі інтернованих в Каліші. Після Другої світової війни емігрував у США. Член «Об'єднання колишніх вояків-українців в Америці». Похований на українському католицькому цвинтарі Факс Чейс у Філадельфії.